# Toxocarpus glaucus
Toxocarpus glaucus är en oleanderväxtart som beskrevs av Joseph Decaisne. Toxocarpus glaucus ingår i släktet Toxocarpus och familjen oleanderväxter. Inga underarter finns listade i Catalogue of Life.